# Samuel Birch (Ägyptologe)

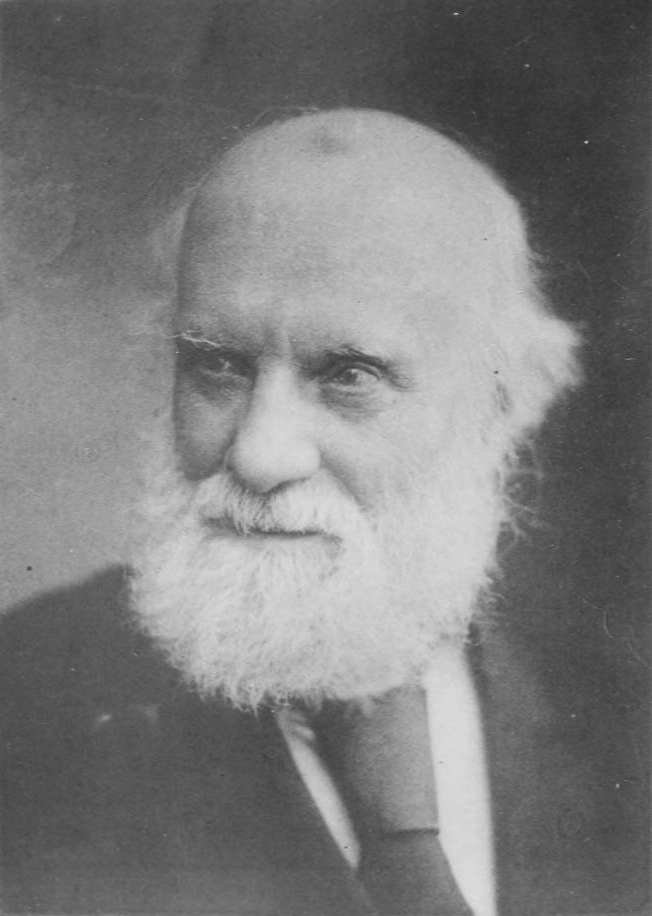
Samuel Birch

Samuel Birch (* 3. November 1813 in London; † 27. Dezember 1885 ebenda) war ein britischer Altertumsforscher, der sich insbesondere auf dem Gebiet der Ägyptologie betätigte.

## Leben und Wirken
Samuel Birch war der älteste Sohn eines gleichnamigen Pfarrers der Londoner Kirche St. Mary Woolnoth († 1848), sowie der Enkel des Londoner Bürgermeisters und Dramatikers Samuel Birch (1757–1841). Er besuchte Privatschulen in Greenwich und Blackheath, dann von 1826 bis 1831 die Merchant Taylors’ School in London. Kurzzeitig beim britischen Staatsarchiv beschäftigt, wurde er aufgrund seiner Kenntnisse in der chinesischen Sprache 1836 als Assistent an der Antikenabteilung des British Museum in London angestellt und rückte dort 1844 zum Assistentenzkonservator auf. An der damals noch die Antiken aller Kulturen und Zeiten umfassenden Abteilung beschäftige er sich zunächst mit chinesischen Münzen, wandte sich dann aber unter dem Einfluss der Entzifferung der Hieroglyphen durch Champollion immer mehr der Ägyptologie zu. Nachdem er schon 1846 im Auftrag des British Museums zum Zwecke der Untersuchung der Sammlung ägyptischer Antiken von Giovanni Anastasi, die dieser in der Hafenstadt Livorno zum Verkauf anbot, eine Reise nach Italien unternommen hatte, trat er 1856 gemeinsam mit Charles Thomas Newton eine zweite Reise dorthin an, um die der britischen Regierung zum Kauf angebotene Sammlung Campana griechischer, etruskischen und römischer Vasen und Altertümer in Rom zu besichtigen. Bei der Teilung der Antikenabteilung in drei Abteilungen wurde er 1861 Konservator (Keeper) der orientalischen, mittelalterlichen und britischen Antiken, seit 1866 war er Konservator der nun eigenständigen Abteilung der orientalischen Antiken des British Museum. Im September 1874 eröffnete er als Präsident den zweiten internationalen Orientalisten-Kongress in London.
Am 22. Juli 1839 heiratete er Charlotte Frances Gray (1811–1885), eine Tochter von Samuel Frederick Gray.
Die wissenschaftlichen Interessen von Birch waren vielseitig, so beschäftigte er sich nicht etwa nur mit chinesischer, griechischer, römischer und englischer Altertumskunde, Numismatik und Ethnographie, sondern er war auch bei der Herausgabe der Keilschriftinschriften tätig und veröffentlichte im Asiatic Journal Übersetzungen aus dem Chinesischen. 
Sein besonderes Interesse galt aber der Ägyptologie und er gehörte zu den wichtigsten frühen Erforschern der Hieroglyphen. Eine große Zahl von Arbeiten auf diesem Gebiet erschien in den Abhandlungen der Royal Society of Literature, der Revue archéologique und der Zeitschrift für ägyptische Sprache und Altertumskunde. Er war mit Bunsen befreundet, für dessen Werk Ägyptens Stelle in der Weltgeschichte (5 Bände, Gotha 1845–57) er den die Hieroglyphen betreffenden philologischen Teil bearbeitete. Namentlich der erste und fünfte Teil der englischen Ausgabe dieses Werkes, die 1867 nach Bunsens Tod erschienen, sind durch Birchs Beiträge wertvoll. Der letzte Band enthält außer einer hieroglyphischen Grammatik und einem reichhaltigen hieroglyphischen Wörterbuch auch die erste vollständige Übersetzung des altägyptischen Totenbuchs. Als Wissenschaftler leistete er Beiträge zur Übertragung der Baedeker-Ausgabe für Unter-Ägypten ins Englische (Egypt Part First: Lower Egypt, with the Fayûm, and the peninsula of Sinai, 1878 ff.). Samuel Birch war aber niemals in Ägypten. 
Birch war 1870 Mitbegründer und von 1870 bis 1885 Präsident der Society of Biblical Archaeology in London, in deren Auftrag er die Records of the Past of Egypt and Assyrian monuments (Bd. 1–12, London 1875–89) herausgab, und Ehrenmitglied mehrerer gelehrter Gesellschaften, beispielsweise der Royal Society of Literature, der Society of Antiquaries of London, der Société orientale zu Paris u. a. Ferner war er korrespondierendes Mitglied (und Ehrenmitglied des Direktoriums) des Archäologischen Instituts in Rom (seit 1851), der Königlich-Preußischen Akademie der Wissenschaften in Berlin (seit 1852), der Académie des Inscriptions et Belles-Lettres in Paris (seit 1861) und der Göttinger Akademie der Wissenschaften (seit 1864). Der deutsche Kaiser Wilhelm I. verlieh ihm 1874 den preußischen Kronenorden.

## Veröffentlichungen (Auswahl)
- Hieroglyphics on the coffin of Mycerinus found in the third pyramid of Gizeh. London 1838.
- mit Francis Arundale, Joseph Bonomi: Gallery of antiquities in the British Museum. Weale, London 1842 (Digitalisat).
- mit Owen Jones: Views on the Nile from Cairo to the Second Cataract. Drawn on sone by George Moore, from sketches taken in 1832 and 1833 by Owen Jones and the Late Jules Goury. With historical notices of the monuments by Samuel Birch. London 1843.
- mit Charles Thomas Newton: Catalogue of Greek and Etruscan vases in the British Museum. 2 Bände. Nicol, London 1851. (Digitalisat Band 1), (Band 2)
- Introduction to the study of the Egyptian hieroglyphics. London 1857.
- History of ancient pottery. 2 Bände, London 1858; 2. Auflage 1873.
- Description of the collection of ancient marbles in the British Museum. London 1861
- Description of the Papyrus of Nash-khem. London 1863 (der sog. Papyrus des Prince of Wales).
- The Rhind papyri. London 1866.
- Inscriptions in the hieratic and demotic character from the collections of the British Museum. London 1868.
- Ancient history from the monuments: Egypt. London 1875.
- Egyptian texts edited for the use of students. London 1877.
- Überarbeitete Herausgabe von John Gardner Wilkinson: Manners and Customs of the ancient Egyptians, 3 Bände, London 1878.
- Mitherausgeber der Select papyri in the hieratic character. London 1841–1860